# Hugh Wilson (Botaniker)

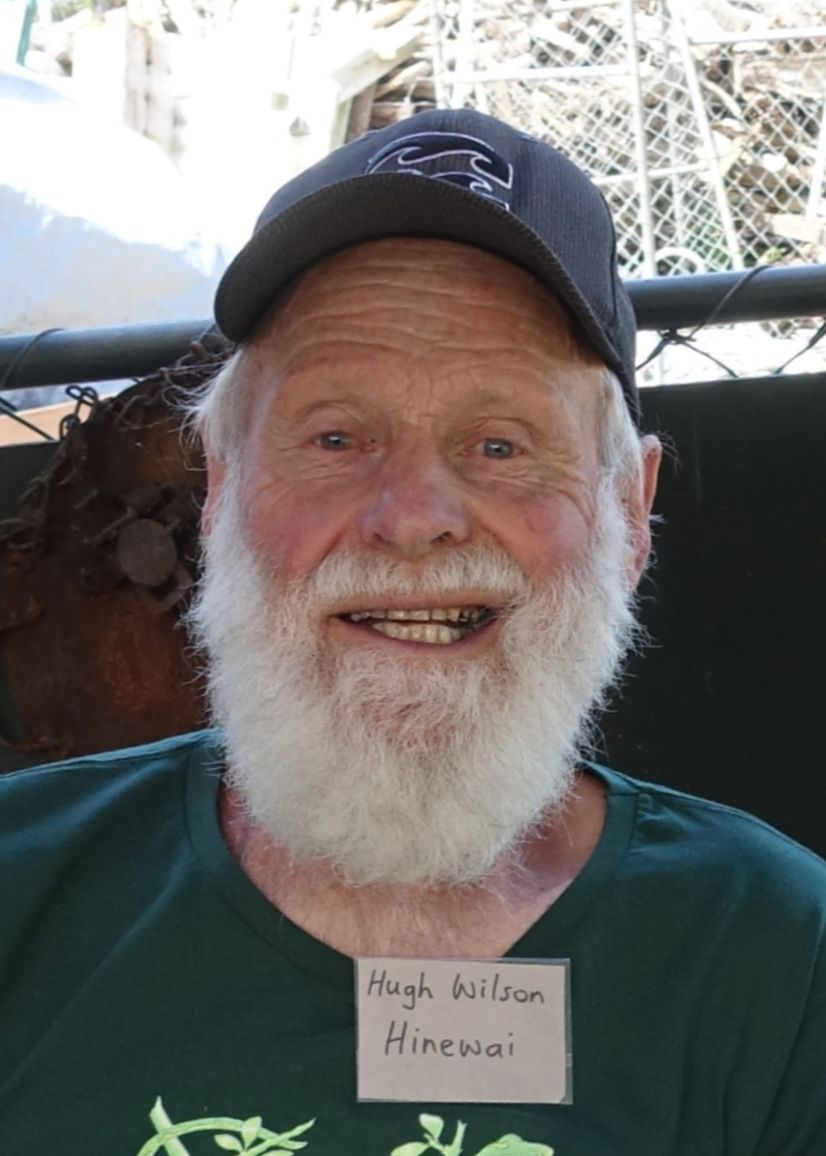
Hugh Wilson

Hugh Dale Wilson (geboren 1945 in Timaru) ist ein neuseeländischer Botaniker. Er hat eine Reihe von Büchern über neuseeländische Pflanzen geschrieben und illustriert und verwaltet die Hinewai Reserve auf der Banks-Halbinsel.
Sein botanisches Autorenkürzel lautet „H.D.Wilson“.

## Frühes Leben
Wilson wuchs in Christchurch auf. Bereits seine Eltern waren begeistert von Outdoor-Aktivitäten und Camping. Er selbst gibt als Auslöser für seine Liebe zu Vögeln einen Familienurlaub auf Stewart Island an.
Er ging auf die Elmwood Normal School, wo er bereits in jungen Jahren anfing, Vögel zu zeichnen.
Sein Interesse an Botanik wurde geweckt, als er in seinem Garten einheimische Pflanzen pflanzte, um Vögel anzulocken.
1962 war er am St. Andrew’s College in Christchurch Dux.
Er unterrichtete für die Voluntary Service Overseas, das britische Modell nach dem später die Volunteer Service Abroad in Sarawak auf Borneo aufgebaut wurde.
Nach dem Besuch der University of Canterbury studierte er mehrere Jahre die Botanik von Rakiura (Stewart Island) und anschließend der Aoraki-Region (Mount Cook).
Danach folgte eine botanische Studie der Banks-Halbinsel.

## Banks-Halbinsel PNAP
Das damalige Department of Lands and Survey hatte ein als Protected Natural Areas Programme (PNAP, Geschützte natürliche Flächen) bekanntes Programm, um Beispiele von Pflanzen und Tieren sowie Ökosysteme und Landschaftsmerkmale zu identifizieren und zu schützen, die Neuseeland einmalig machen.
1983 ins Leben gerufen, teilte das PNAP das Land in 268 Ökologische Bezirke ein, gruppiert zu 85 Regionen.
Die Banks-Halbinsel war eine dieser Regionen, mit ihren drei Bezirken Port Hills, Herbert und Akaroa.
Wilson begann im September 1983 seine Feldforschung auf der Banks-Halbinsel und im Kaitorete Spit.
Er führte ein 1000 yard (914 m) Raster-Punkt-System ein und untersuchte einen 6 m × 6 m Probenbereich in jeder Zelle.
Auf diese Weise wurden innerhalb von 5 Jahren 1331 Parzellen untersucht.
Während die Arbeit durch den Koiata Botanical Trust unterstützt wurde, erkannte die Naturschutzbehörde die direkte Relevanz für ihre Ziele und bat Wilson, den Banks-Halbinsel PNAP-Report zu schreiben. Dieser 1992 veröffentlichte Report war der 21. der Serie.

## Hinewai-Naturschutzgebiet
Die Hinewai Reserve ist ein privates Naturschutzgebiet auf der Banks-Halbinsel.
Es begann mit einer 109 ha großen landwirtschaftlichen Fläche, die von der Maurice White Native Forest Trust im September 1987 gekauft wurde.
Sie ist inzwischen auf 1230 ha angewachsen, mit Stechginster und regeneriertem  einheimischem Busch.
Während seiner PNAP-Arbeit hatte Wilson das Land für die Ziele des Trusts als geeignet befunden.
Seit dem Kauf verwaltet er das Naturschutzgebiet.

## In der Populärkultur
Wilson erscheint im Film Earth Whisperers/Papatuanuku.
2010 wurde Wilson für die abendfüllende Dokumentation Queen of the Sun interviewt.
2019 war Wilson das Thema der Kurzdokumentation „Fools and Dreamers: Regenerating a Native Forest“.

## Ausgewählte Bibliographie
- The year of the hornbill : a volunteer’s service in Sarawak (1966)
- Wildflowers of New Zealand (1974)
- Vegetation of Mount Cook National Park, New Zealand (1976) ISBN 0-477-06100-1
- Wild plants of Mount Cook National Park : field guide (1978, 1996).
- Field guide : Stewart Island Plants (1982, 1994) ISBN 0-9583299-0-7
- Banks Peninsula Track : a guide to the route, natural features and human history (2008, 10th edition)
- Banks ecological region : Port Hills, Herbert and Akaroa ecological districts (c1992) ISBN 0-478-01394-9
- Small-leaved shrubs of New Zealand (1993) ISBN 0-473-01851-9
- Naturalised vascular plants on Banks Peninsula (1999) ISBN 0-473-05826-X
- Hinewai : the journal of a New Zealand naturalist (2002) ISBN 1-877251-20-8
- Food for tūī on Banks Peninsula : a botanical assessment  (2007) ISBN 0-478-22677-2
- Natural History of Banks Peninsula (2009) ISBN 978-1-877257-82-7
- Plant Life on Banks Peninsula (2013) ISBN 978-0-9583299-6-5

## Referenzen
- Hinewai : the journal of a New Zealand naturalist. Shoal Bay Press Ltd, Christchurch 2002, ISBN 1-877251-20-8.
- Hugh D. Wilson: Natural History of Banks Peninsula. Canterbury University Press, Christchurch 2009, ISBN 978-1-877257-82-7.

| Personendaten    | Personendaten                          |
| ---------------- | -------------------------------------- |
| NAME             | Wilson, Hugh                           |
| ALTERNATIVNAMEN  | Wilson, Hugh Dale (vollständiger Name) |
| KURZBESCHREIBUNG | neuseeländischer Botaniker             |
| GEBURTSDATUM     | 1945                                   |
| GEBURTSORT       | Timaru                                 |